# Ушков Віктор Валерійович
Ві́ктор Вале́рійович Ушко́в (27 грудня 1985, м. Винники — 21 вересня 2022, Харківська область) — військовослужбовець Збройних сил України, учасник російсько-української війни. Кавалер ордена «За мужність» III ступеня (2022).

## Життєпис
Народився 27 грудня 1985 в місті Винники Львівської області. Незабаром переїхав з родиною до Львова. Закінчив школу № 29 у місті Львів. Вищу освіту здобув у Львівському торговельно-економічному університеті. Працював у відділі фізичного захисту Державної податкової служби у Львівській області та на приватному підприємстві «Львів-Пласт». Був експедитором. Після повномасштабного вторгнення, як учасник АТО, одразу знову став на захист України. Боровся з російськими окупантами в лавах львівської 80-ї окремої десантно-штурмової бригади.

## Загибель
Загинув під час боїв з російськими окупантами за Харківську область. Похований 26 вересня на Личаківському цвинтарі у Львові. Нагороджений орденом «За мужність» IІI ступеня (посмертно).